# Dirk Huysmans
Dirk Huysmans  est un footballeur belge, né le 3 septembre 1973.

## Biographie
Dirk Huysmans débute à Rochus Deurne puis rejoint K Lierse SK à l'âge de 15 ans. Il devient assez vite titulaire comme attaquant dans le club lierrois.
Il est remarqué par les sélectionneurs nationaux en 1995. Il joue alors un match avec les Diables Rouges.
En 1997, c'est la consécration : il est champion de Belgique. Il est alors transféré au Standard de Liège, mais n'y reste qu'une saison. Transféré sur les conseils de Jos Daerden, Huysmans ne réussit pas à convaincre le nouvel entraîneur Aad de Mos.
De 2000 à 2004, il joue à Anvers, au KFC Germinal Beerschot. Il arrête sa carrière de haut niveau dans ce club.
Il rejoint alors le FC Malines, équipe en grande difficulté. Il participe au sauvetage du club malinois : il est champion de Division 3 en 2005.
Il termine sa carrière dans le club de ses débuts à Deurne.

## Palmarès
- International en 1995 (1 match)
- Champion de Belgique en 1997 avec K Lierse SK
- 254 matches et 66 buts marqués en Division 1[4].
- Champion de Belgique D3 en 2005 avec FC Malines